# Хелен Паркхерст
Хелен Паркхерст је рођена 7. марта 1887. године у Дуранду, у америчкој држави Висконсин (САД). Њен отац, Џејмс Хенри Паркхерст, поседовао је гостионицу и узгајао коње, а њена мајка Ида Паркхерст била је заслужна за добро васпитање и образовање деце.Хелен Паркхерст је похађала средњу школу „Дуранд“. Дипломирала је 1904. и положила наставнички испит исте године, а затим је предавала у једној државној школи.

## Детињство
У свом детињству и младости, Хелен је самостално истраживала и развила разне методе у учењу. У то време, деца су била у обавези да раде задатке из радне свеске. Обављала се контрола исхода учења, проверавала се њихова способност памћења текстова, а затим је следило одговарање на питања наставника. Упркос овом неугодном школском искуству, Хелен Паркхерст је ипак изразила жељу да постане наставник.

## Реформе у школи „Ватервил“
Године 1904, Хелен Паркхерст постаје наставник у школи „Ватервил“ у америчкој држави Висконсин,иако није имала званичну диплому наставника.Нису била у питању традиционална предавања, јер су ученици различите старости били у једној учионици.Она тада започиње кључни експеримент који је имао циљ да омогући ученицима лакше разумевање школског градива.То је омогућио њен метод кооперативног учења и прилагођавање програма сваког ученика његовим потребама, интересима и способностима.Први покушај је био успешан и задржао Паркхерст на свом концепту.

## Сарађивање са Маријом Монтесори
Од 1905. године, Хелен Паркхерст је започела редовно образовање како би постала наставник на једном факуклтету у Висконсину. Дипломирала је 1907. године. До 1913. године је у радила као наставница у основној школи, а затим је постала директорка дидактичког одељења за основне школе на њеном наставничком факултету. Убрзо после ступања на дужност, тражила је дозволу да присуствује тренингу „Монтесори педагогије“ у Риму са Маријом Монтесори. То је био почетак интензивне сарадње између два реформска професора. Паркхерст започиње обуку наставника у сарадњи са Маријом Монтесори у САД и успоставља „Демонстрациону школу Монтесори“. Током 1918. године, из непознатих разлога се затвара „Демонстрациона школа Монтесори“ и Паркхерст самостално наставља свој рад.

## Далтонски план
Након раздвајања од Марије Монтесори, Паркхерст започиње свој рад на такозваном „Лабораторијском плану“, с којим жели озбиљно да реформира школски систем Сједињених Држава.
Од 1920. године успела је да уведе свој педагошки план у једној средњој школи у Далтону и тако је њен најпознатији пројекат добио познато име „Далтонски план“. Успех те педагогије је привукао велику пажњу, тако да се Паркхерст све више ослањала на објављивање својих искустава. Њен главни рад „Образовање по Далтонском плану“ објављен је 1922. године. Тако је започела међународна дистрибуција Далтонског плана. Од тада, Паркхерст је практиковала модификовану „Монтесори педагогију“ засновану на Далтонском плану у различитим школама, што их је „далтонизовало“. Основала је „Далтонску школу“ у Њујорку 1924. године, која је активно радила до 1942.
Основни принцип Далтонове едукације је да је ученик сам одговоран за свој рад и напредак. Лекције се одржавају тако да студент разуме да је учење његова ствар, а не наставникова.Давање одговорности студенту за своје поступке такође обликује његово самопоуздање и његову способност да постане продуктиван за себе.

## Педагошка слобода
Хелен Паркхерст не дефинише „педагошку слободу“ као апсолутно самоопредељење ученика, већ као самоосновану детерминацију ученика у односу на задатак. Узимајући у обзир разлику између два значења слободе - „слобода за“ и „слобода од“ - учење Далтонског плана обично говори о првом значењу, „слобода за“. Не може се потпуно игнорисати да су ова два значења концепта слободе такође комплементарна, слобода изражавања сопственог мишљења такође значи слободу од угњетавања. Међутим, слобода значи поштовање слободе других људи, што значи да је властита слобода ограничена. Хелен Паркхерст користи израз „слобода“ да назначи слободу која представља лични избор. Ова врста слободе укључује и одговорност човека за друге када се нешто одлучује. Дакле, дете мора постепено научити ову врсту слободе.
Слобода коју Хелен Паркхерст ставља у центар своје педагогије историјски је и реакција на такозвану „обавезну школу“. Није задатак наставника да увек говори детету шта да ради, већ је његов посао да помогне детету у његовом развоју.

## Друга каријера
Спекулисало се да су свакодневне рутине школских дана дословно досадиле Хелен Паркхерст. Због тога је тражила запослење пре напуштања школе за целих петнаест година.
Од 1942. Хелен Паркхерст се посветила истраживању искустава адолесцената. Она је креирала радио емисије и објављивала есеје и књиге о овој теми. Њен циљ је био да објави образовни водич за васпитаче.
Током 1957. године је кренула на последње путовање у иностранство и посетила постојеће „Далтонске школе“ у Европи. У Холандији је добила медаљу од краља Јулијана за њене услуге холандском школском систему.

## Повлачење Хелен Паркхерст
До 1970. године одржавала је семинаре у вези са Далтонским планом на Универзитету у Висконсину и посветила се образовним истраживањима. Хелен Паркхерст је провела своје пензионерске дане у Старбриџу, где је написала књигу о Марији Монтесори и аутобиографију. Оба пројекта су остала недовршена, јер се Хелен пензионисала маја 1973. године због пада услед кога је задобила фрактуру кука. Након шестогодишњег боравка у болници, Хелен Паркхерст умире 4. јуна 1973. у Њу Милфорду. Светска јавност није приметила њену смрт, па је Далтонски план заборављен.